# 가와니시촌 (아키타현)
가와니시촌(川西村)은 아키타현 히라카군에 있던 촌이다. 현재의 요코테시 북서부, 오모노 강 좌안에 해당한다.

## 역사
- 1889년 4월 1일 - 정촌제 시행에 의해 3촌의 구역으로 성립하였다.
- 1956년 1월 25일 - 오모리정에 편입해. 동일 가와니시촌이 폐지되었다.